# Hrabstwo Schwerinu
Hrabstwo Schwerinu – niemieckie hrabstwo założone w 1160 roku po podbiciu Słowian połabskich z plemienia Obodrytów i zdobyciu ich zamku Skwierzyn przez Henryka Lwa. Przekazane pod panowanie Guncelinowi I, który konsolidował swoją władzę na tych terenach przez kolejne lata. W 1357 weszło w skład ziem Wielkiego Księstwa Meklemburgii.
Miasta Wittenburg i Boizenburg zostały przyłączone w latach 1203-1204, z byłego duńskiego hrabstwa Ratzeburga. W roku 1227 Schwerin był ponownie lennem Saksonii.
Senioralna linia hrabiów Schwerinu wymarła w 1344 roku, młodsza, wittenburska w 1357 została pozostawiona bez męskiego potomka. Próba skoligacenia z hrabiami Tecklenburga spełzła na niczym, kiedy wmieszała się weń potężna Meklemburgia. Ostatni graf sprzedał swój tytuł i od tego czasu przypadał on księciom, a później wielkim księciom Meklemburgii.

## Władcy
| Okres panowania                       | Władca                    | Relacja w stos. do poprzedniego władcy |
| ------------------------------------- | ------------------------- | -------------------------------------- |
| Linia schwerińska                     |                           |                                        |
| 1160-1185                             | Guncelin I (zm. 1185)     |                                        |
| 1185-1194                             | Helmold I (zm. 1196)      | syn                                    |
| 1195-1220                             | Guncelin II (zm. po 1220) | brat                                   |
| 1200-1228                             | Henryk I (zm. 1228)       | brat                                   |
| 1228-1274                             | Guncelin III (zm. 1274)   | syn                                    |
| 1262-1295                             | Helmold III (zm. po 1297) | syn                                    |
| 1296-1307                             | Guncelin V (zm. po 1307)  | syn                                    |
| 1296-1344                             | Henryk III (zm. 1344)     | wuj                                    |
| 1344-1357                             | Otto I (zm. 1357)         | bratanek ojca                          |
| Linia meklemburska                    |                           |                                        |
| 1357-1379                             | Albrecht II               |                                        |
| kolejni władcy: Książęta Meklemburgii |                           |                                        |

### Linia schwerińska
1. Guncelin I von Hagen (zm. 1185), hrabia Schwerinu (1167-1185)
  1. Helmold I (zm. 1196), hrabia Schwerinu (1185-1194)
  2. Hermann, biskup schweriński, dziekan w Hamburgu
  3. Guncelin II (zm. po 1220), hrabia Schwerinu (1195-1220)
  4. Henryk I Czarny (zm. 1228), hrabia Schwerinu (1200-1228) ∞ Audacia († 1270 oder 1287)
    1. Guncelin III (zm. 1274), hrabia Schwerinu (1228-1274) ∞ Margarete von Mecklenburg (zm. po 18 sierpnia 1267), córka Henryka Borwina II
      1. Helmold III (zm. po 1297), hrabia Schwerinu (1262-1295) ∞ Margarete
        1. Guncelin V (zm. po 1307), hrabia Schwerinu (1296-1307)

      2. Guncelin IV (zm. po 1283), kanonik schweriński (1273-1283)
      3. Henryk II (zm. przed 1267)
      4. Jan (zm. po 1300), arcybiskup Rygi (1294–1300)
      5. Henryk III (zm. 1344), hrabia Schwerinu (1296-1307) oraz Boizenburga i Crivitzu (1298-1344)
      6. Mikołaj I (zm. 1323), hrabia Wittenburga, Boizenburga i Crivitz mit Silesen; → Potomkowie, patrz Linia wittenburska

    2. Helmold II (zm. po 1267), hrabia Boizenburga

  5. Oda (zm. po 1283) ∞ 1217 Mikołaj (Niels) von Halland, syn Waldemara II
    1. Niels von Halland-Schwerin

### Linia wittenburska
1. Mikołaj I (zm. 1323), hrabia Wittenburga, Boizenburga i Crivitz mit Silesen ∞ I) Elżbieta;
2. ∞ II)  Mirosława, córka Barnima I pomorskiego
  1. I) Guncelin VI (zm. 1327 lub po 23 kwietnia 1338), hrabia Wittenburga (1323-1327) ∞ Richardis (Ryksa) von Tecklenburg, córka Ottona VII tecklenburskiego
    1. Otto I (zm. 1357), hrabia  Wittenburga (1328), hrabia Schwerinu (1344-1356) ∞ Mechthild von Werle 
      1. Richardis (zm. 1377) ∞ Albrecht III meklemburski

    2. Mikołaj (zm.  po 1367), hrabia Tecklenburga (1356-1358)
      1. Otto VI/II, hrabia Tecklenburga; → Potomkowie, patrz Dynastia tecklenbursko-schwerińska

    3. Beata (zm. przed 1340) ∞ książę Albrecht IV sasko-lauenburski)
    4. Riksa (zm. przed 1386) ∞ książę Waldemar III szlezwicki

  2. I) Audacia, ksieni w klasztorze, w Zarrentinie
  3. I) Kunigunde, mniszka w klasztorze, w Zarrentin
  4. I) Agnes, mniszka w klasztorze, w Zarrentin
  5. I) Mikołaj II (zm. 1349/1350), hrabia Wittenburga (1345-1349), hrabia Boizenburga i Crivitzu (1323)
  6. II) Barnim
  7. II) Mechthild, mniszka w klasztorze cysterskim w Szczecinie
  8. II) Beatrix, mniszka w klasztorze cysterskim w Szczecinie
  9. II) Anastasia ∞ I) hrabia Waldemar jutlandzki (zm. 1311) ∞ II) hrabia Gerhard IV holsztyńsko-plöński